# ダブルナイト
『ダブルナイト』は、玉岡かがりによる日本の4コマ漫画作品。『まんがタイムきらら』（芳文社）にて、2007年3月号から2010年2月号まで連載された。

## 作品概要
とあるマンションに引っ越してきた夏野稲穂は、ユキと名乗る隣室の住人に一目惚れされる。外見・言動など、どう見ても女の子にしか見えないユキだったが、実はれっきとした男の子であった。
この作品は、稲穂とユキの間の一風変わった微妙な関係を描く、ラブコメ要素を含んだ4コマ漫画作品である。

## 登場人物
夏野 稲穂（なつの いなほ）
マンションの一室に引っ越してきた、高校生の少女。
中学からずっと女子校で生活していたせいか、男性と接するのは苦手。
クールでしっかりした性格であり、同性からの人気は高い。
前の学校では、多くの女子生徒たちに慕われていた。今の学校でも、ファンクラブを結成しようとする女子たちが現れるほど。
ユキに対して恋愛感情は抱いているが、自身はその気持ちに気づいていない。だが、周囲からはバレバレである。
白柳 雪影（しろやなぎ ゆきかげ）
稲穂の部屋の隣室の住人であり、同級生。
本来は男であるが、長髪をポニーテールに束ねており、女子の制服を着て学校に行くなど、装いも性格も女の子そのもの。通称ユキちゃん。
隣室に引っ越してきた稲穂に（女の子として）一目惚れし、「お姉さま」と呼び慕うようになる。
頭を打ったショックで一時期は男の子の性格になっていたが、いぶきに飲まされた薬の効果によって、女の子の性格に戻る。だがその際、以前よりも控えめな性格になり、稲穂のことを「稲穂さん」と呼ぶようになった。
白柳 花音（しろやなぎ かのん）
ユキの妹。学年は稲穂やユキのひとつ下。
しっかり者で、暴走しがちなユキに対するストッパー役を務める。
体型や兄の存在のせいで、彼女自身まで男と勘違いされてしまうこともたまにある。
花山院 いぶき（かざいん いぶき）
稲穂の前の学校で同学年だった少女。
武術家の家系・花山院家のお嬢様であり、自身も武術の心得がある。
稲穂のことを何かとライバル視していたが、転校していった稲穂を気にして同じマンションに引っ越してきた。
夏野 十四朗
稲穂の父。妻を亡くして以降、稲穂を男手一つで育ててきた。職業は人形作家。
稲穂を溺愛しており、稲穂に近づく男性を認めようとしない。
ユキのことは女の子だと思っており、ユキが男の子の性格になっていた際は別人だと思っていた。
ユキの母
ユキと花音の母親で、ファッションデザイナー。海外で仕事をしていたが、最近日本に帰ってきた。
女の子に色々な服を着せるのが好き。子供の頃のユキにも様々な服を着せており、それがユキの女装癖の原因となった模様。
いぶきの執事
いぶきの身辺の世話をしている執事。通称「じぃ」。
執事でありながらお調子者であり、かなりの女好きでもある。
いぶきに対して軽口をたたくこともしばしば。その度にいぶきに突っ込みを入れられる。
楓（かえで）
稲穂が以前通っていた学校に通う女子生徒。学年は稲穂たちより一つ下。
稲穂が転校した後の新たな「学園のアイドル」として慕われている。自称「孤高のプリンス」。
ダンスパーティーで出会った際にユキに好意を持ち、稲穂の恋のライバルとなる。

## 書誌情報
- 玉岡かがり『ダブルナイト』芳文社〈まんがタイムKRコミックス〉、全2巻[3][4]
  1. 2008年10月12日初版発行（2008年9月26日発売）、ISBN 978-4-8322-7735-9
  2. 2010年3月15日初版発行（2010年2月27日発売）、ISBN 978-4-8322-7894-3